# Tijl Declercq
Tijl Declercq (Brugge, 10 mei 1922 - Wilrijk, 25 december 2003) was een Belgisch syndicalist en politicus voor de CVP.

## Levensloop
Tijl Declercq promoveerde tot licentiaat politieke en sociale wetenschappen en studeerde ook handels- en financiële wetenschappen. Hij werd syndicaal vrijgestelde en nationaal propagandist van het ACV, hoofd van de nationale vormingsdienst van het ACV en docent aan de sociale scholen van Antwerpen, Heverlee en Brussel.
Declerq was ook van 1978 tot 1981 en van 1987 tot 1988 voorzitter van de Europese Parliamentary Association for Euro-Arab Cooperation (PAEAC). Dit overlegorgaan besloot op 7 en 8 juni 1975 tot een convenant betreffende het herstellen en aanhalen van de vriendschapsbanden tussen West-Europa en de Arabische wereld na de eerste oliecrisis van 1973.
Voor de CVP volgde hij een parlementaire loopbaan: van 1971 tot 1981 en van 1985 tot 1987 zetelde hij voor het arrondissement Antwerpen in de Kamer van volksvertegenwoordigers en van 1981 tot 1985 zetelde hij als gecoöpteerd senator in de Senaat. Ook was hij van 1976 tot 1982 gemeenteraadslid van Antwerpen.
In de periode december 1971-oktober 1980 zetelde hij als gevolg van het toen bestaande dubbelmandaat ook in de Cultuurraad voor de Nederlandse Cultuurgemeenschap, die op 7 december 1971 werd geïnstalleerd. Vanaf 21 oktober 1980 tot november 1981, en opnieuw van december 1985 tot december 1987, was hij lid van de Vlaamse Raad, de opvolger van de Cultuurraad en de voorloper van het huidige Vlaams Parlement.
Declercq was ook stichter van IPOVO, het Instituut voor politieke vorming van de CVP, lid van de Werkgroep Midden-Oosten van Pax Christi Vlaanderen, lid van de Raad van Bestuur van Pax Christi Vlaanderen sinds 1972, voorzitter van het Vlaams Palestina Comité, medestichter van de Karel de Grote-Hogeschool in Antwerpen, van 1978 tot 1986 lid, van 1979 tot 1980 voorzitter en van 1981 tot 1982 ondervoorzitter van het Benelux-parlement. Hij stond ook aan de bron van de "Resolutie van Straatsburg", beter bekend als Eurabia die de relaties met de Arabische promootte ten koste van de relaties met Israël, 

## Publicaties
- AKHANDAS, Anissa, ALEXANDER, Katrien, CORTHOUT, Sven, DECLERCQ, Tijl, REYNAERT, Bie, VAN DAEL, Daniël, VERLINDEN, Peter, Brug of breuk? Dialoog tussen moslims en christenen. Leuven, Davidsfonds, 1995, 186 p 